# Partido Democrático Reformista
El Partido Democrático Reformista (PDR) fue un partido político peruano fundado en 1920 por el presidente Augusto B. Leguía, cuyo régimen, iniciado el año anterior había derivado en un gobierno dictatorial. Se trató de un partido de fuerte carácter personal, entre cuyos miembros se contaban los amigos y parientes del presidente Leguía, así como muchos empleados públicos, adictos al régimen por obvias razones. Careció de una ideología y de un programa auténtico y solo se organizó para apoyar a Leguía en su perpetuación en el poder. Tras la caída de Leguía en 1930, no volvió a tener protagonismo en la política peruana y acabó por disolverse.

## Contexto
Finalizando el segundo gobierno del presidente José Pardo y Barreda (del Partido Civil), se convocaron a elecciones (1919). El expresidente Augusto B. Leguía, antiguo civilista, regresó al Perú y lanzó su candidatura, apoyado por el Partido Constitucional, cuyo líder era el general Andrés A. Cáceres. 
Leguía se presentó como abanderado de un cambio radical en las estructuras del país. Planteó una serie de reformas agrupadas en la idea de una “Patria Nueva”, obteniendo así el apoyo de un pueblo golpeado por la crisis social y económica y que anhelaba tal cambio, luego del fracaso de los civilistas. Los mismos universitarios le brindaron su apoyo y lo proclamaron «Maestro de la Juventud», pese a que Leguía nunca tuvo título académico alguno.
El triunfo de Leguía se vislumbraba, al no haber otro candidato más popular. Pero alegando que su victoria no iba a ser reconocida por el gobierno civilista, Leguía dio un golpe de Estado, apoyado por la gendarmería (4 de julio de 1919). Acto seguido, asumió el poder como presidente provisorio y disolvió el Congreso.

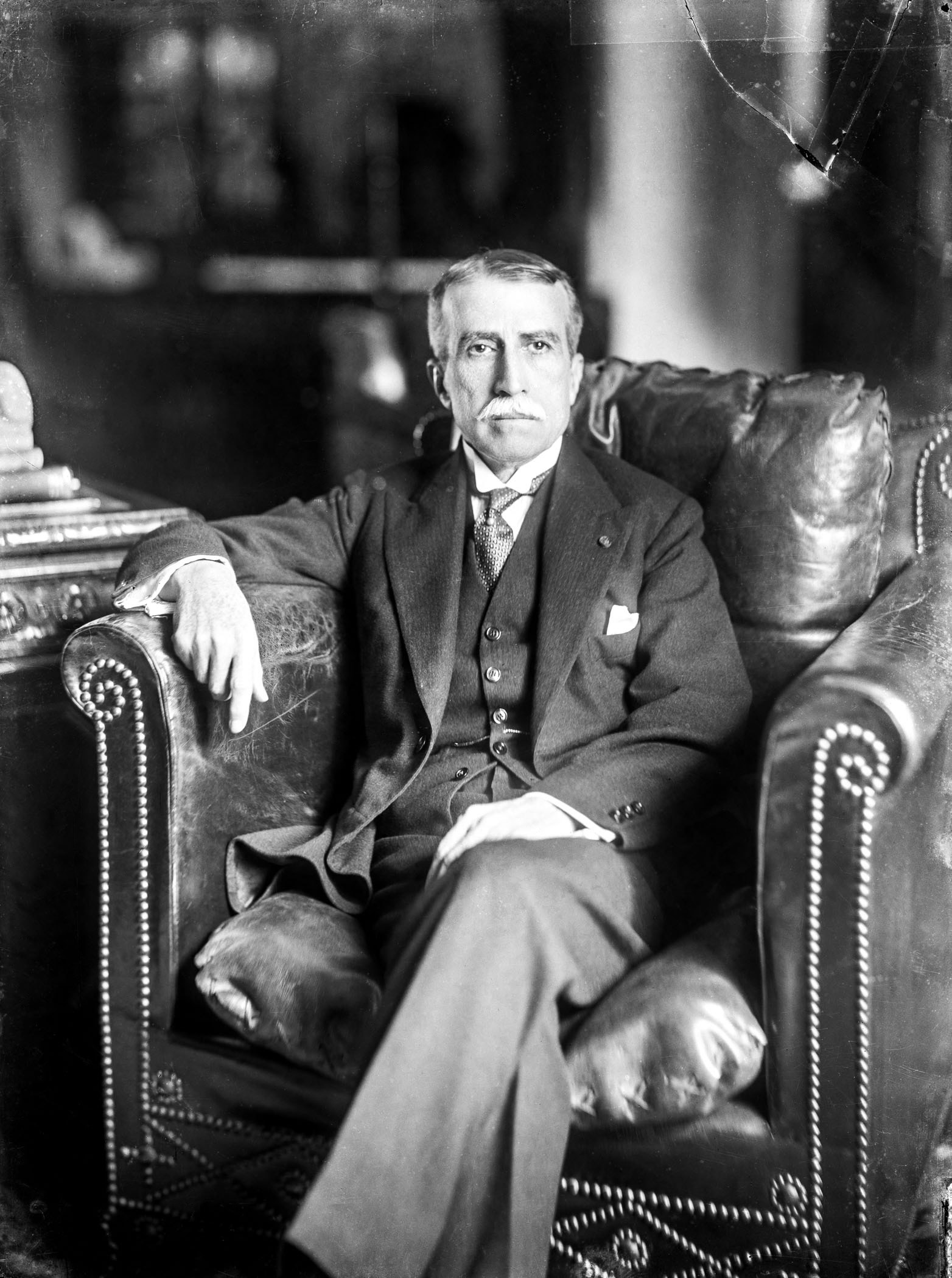
Augusto B. Leguía y Salcedo, presidente del Perú y fundador del Partido Democrático Reformista.

El siguiente paso para Leguía era legalizar su poder. Propuso un plebiscito para someter al voto de la ciudadanía una serie de reformas constitucionales que consideraba necesarias; entre esas reformas se contemplaba elegir al mismo tiempo al Presidente de la República y al Congreso, ambos con períodos de cinco años (antes, el mandato presidencial era de cuatro años y el Parlamento se renovaba por tercios cada dos años). De esa manera, el Ejecutivo se evitaba de tener un parlamento con mayoría adversa. Simultáneamente, convocó a elecciones para elegir a los representantes de una Asamblea Nacional, que durante sus primeros 30 días se encargaría de ratificar las reformas constitucionales, es decir, haría de Asamblea Constituyente.
La Asamblea Nacional se instaló el 24 de setiembre de 1919 y fue presidida por el sociólogo y jurisconsulto Mariano H. Cornejo (ideólogo del gobierno). Una de las primeras labores de dicha Asamblea fue hacer el recuento de votos de las anteriores elecciones presidenciales, tras lo cual ratificó como ganador a Leguía, quien fue proclamado Presidente Constitucional el 12 de octubre de 1919. La Constitución vigente (la de 1860) fue cambiada por la Constitución de 1920.
Este segundo gobierno de Leguía se prolongaría por once años, ya que, tras sendas reformas constitucionales, se reeligió en  1924 y en 1929. Por eso se le conoce también como el Oncenio.
Durante este Oncenio, los dos partidos tradicionales más importantes, el Civil y Demócrata, dejaron de tener vigencia. Sólo se mantuvo el partido aliado de Leguía, el Constitucional que encabezaba el ya anciano general Cáceres, héroe viviente de la guerra con Chile y dos veces presidente de la República. Éste fue ascendido al alto rango de Gran Mariscal, por el Congreso de mayoría leguiísta. 
Para mantenerse en el poder, Leguía sometió a la prensa y desató una implacable persecución contra sus adversarios políticos. De otro lado, emprendió la modernización del Perú, realizando importantes y numerosas obras públicas.

## Fundación
Fue en ese contexto en que el presidente Leguía decidió fundar su propio partido político, al que denominó Democrático Reformista (1920), con un programa inicial, el que no aportó nada aparte de lo ya dicho por Leguía en su prédica previa, sumado a su objetivo de proteger a la raza indígena (que en la práctica nunca se realizaría durante el tiempo que duró el Oncenio). 
Los estatutos del partido fueron redactados por Germán Leguía y Martínez, y fueron publicados en el diario oficial El Peruano. El primer presidente provisional del partido fue el mayor Esteban Cobilich y el presidente titular Guillermo Rey. En 1925 asumió la presidencia Roberto Leguía, hermano de Augusto; desde ese año, hasta la caída de Leguía en 1930, los miembros de la Junta Directiva permanecieron en sus cargos. En uno de los artículos de dicho Estatuto se consignó explícitamente que el jefe del partido era el mismo Augusto B. Leguía, quien en la práctica decidía todas las acciones llevadas a cabo por el partido. Se trató, evidentemente, de un partido personalista.

## El Germancismo

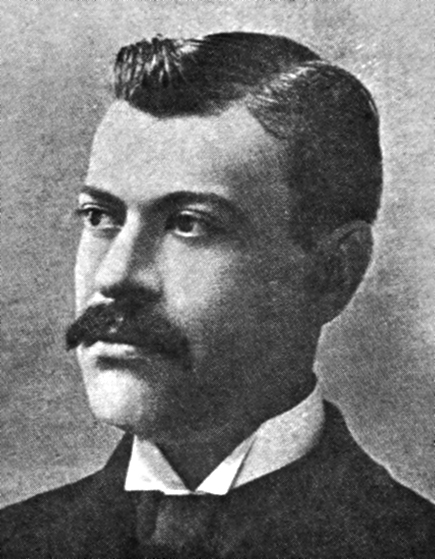
Germán Leguía y Martínez

Dentro del leguiísmo surgió una especie de ala izquierda, conocida como el “Germancismo”, llamado así por reunirse en torno a la figura de Germán Leguía y Martínez, primo-hermano del presidente, quien desde fines de 1919 ejercía el cargo de primer ministro y ministro de Gobierno. Como tal, había realizado la ardua tarea de asegurar el absolutismo presidencial, cometiendo una serie de atropellos: desacató los fallos judiciales, expropió el diario La Prensa, ignoró el fuero parlamentario, persiguió y encarceló o exilió a los enemigos del régimen. 
Algunos, dentro del partido leguiísta, vieron como el sucesor ideal del presidente Leguía a Germán Leguía; éste se rodeó de colaboradores incondicionales, y ya se hablaba de un partido germancista, cuando de pronto el mismo Augusto B. Leguía hizo saber su propósito de reelegirse, para lo cual ordenó enmendar la Constitución. Germán Leguía se opuso a ello y en protesta renunció a su cargo ministerial el 7 de octubre de 1922. Con elocuentes palabras deploró la reelección presidencial, considerándolo un gravísimo error. Posteriormente fue apresado y deportado con toda su familia. El “germancismo” acabó diluyéndose.

## Resurgimiento
Mucho tiempo después de la caída y el fallecimiento de Leguía, el Partido Democrático Reformista resurgió, por el esfuerzo de la hija del exmandatario, Carmen Leguía. Participó en las elecciones para elegir la Asamblea Constituyente de 1978, en las que obtuvo una minúscula votación, que no le reportó ningún escaño.